# Literaturtelefon
Als Literaturtelefon bezeichnet man eine Form des telefonischen Ansagedienstes, der Anrufern eine abgeschlossene, oft vom Autor vorgelesene Geschichte darbietet. Bekannte Autoren wie Günter Grass, Siegfried Lenz, Sarah Kirsch oder Peter Härtling haben eigene Werke oder Auszüge davon über ein Literaturtelefon dem Publikum zur Verfügung gestellt. Weitere Namen des Formats sind Vorlesetelefon, Poesie-Telefon, Dichtertelefon.

## Literaturtelefon Kiel
In Deutschland wurde das erste Literaturtelefon in Kiel von Michael Augustin initiiert, der im März 1978 damit begann, Gedichte und Kurzgeschichten zunächst über einen Anrufbeantworter zur Verfügung zu stellen. Seit damals sind über 1500 einzelne Beiträge veröffentlicht worden. Unter der Telefonnummer 0431/901-8888 (früher -1156) ist es bis heute mit wöchentlich wechselnden Beiträge zu erreichen. Der Autor Feridun Zaimoglu las bis Ende März 2007 aus seinem Roman „Leyla“. Danach sollte das älteste Literaturtelefon Deutschlands eingestellt werden. Doch jetzt hat es die Stadt Kiel in private Hände übergeben. Seit dem 2. April 2007 ist das Kieler Literaturtelefon wieder und nach wie vor unter obiger Rufnummer zu erreichen – ebenso im Internet.
Die neuen Betreiber des Kieler Literaturtelefons sind Patrick Kruse und Björn Högsdal von der Kulturagentur assemble ART und der Kieler Journalist und Autor Jörg Meyer.

## Weltweit
Als weltweit erstes Literaturtelefon gilt das von John Giorno im Umfeld des New Yorker Künstlers Andy Warhol in den 60er Jahren ins Leben gerufene Projekt Dial-A-Poem.